# 혁명의 시대 (책)

혁명의 시대의 상징 : 바스티유 감옥 습격 사건

《혁명의 시대》(The Age of Revolution : Europe 1789-1848)는 영국의 마르크스주의 역사가 에릭 홉스봄의 저서이다. 1962년에 미국에서 출간되었다. 한국어 번역본은 비교적 늦은 1982년에 까치 출판사에서 처음 출판되었으며, 현재는 한길사에서 1998년에 양장본으로 출간했다.
이 책은 장기 19세기를 다룬 홉스봄의 세 권의 책 중 첫 번째 것으로, '장기 19세기'라는 표현을 처음 사용한 곳이기도 하다.
혁명의 시대에서 홉스봄은 프랑스 혁명과 산업혁명이 동시적으로 벌어지는 이중 혁명 이론을 전개한다. 이에 따르면 위 두 사건이 이중혁명 이론의 중심 축으로, 근대 유럽사의 변화를 주도하였다. 그리고 식민주의와 제국주의를 통해 세계사적으로도 심대한 영향을 미쳤다고 본다.

## 출판
- 한국어판 ISBN 89-356-5176-1

## 같이 보기
- 홉스봄의 시대 시리즈
- 이중 혁명
- 자본의 시대
- 제국의 시대
- 극단의 시대
- 폭력의 시대